# Petar Stambolić
Petar Stambolić (Ivanjica, 12 de julho de 1912 – Belgrado, 21 de setembro de 2007) foi um político comunista da Iugoslávia. Foi primeiro-ministro do país entre 1963 e 1967, e presidente entre 1982 e 1983, durante o rodízio presidencial, após a morte do então presidente, Josip Broz Tito.
Petar Stambolić foi tio de Ivan Stambolić, que foi presidente da Sérvia em 1980 e seria assassinado em 2000.

## Biografia
Stambolić nasceu em Brezova, Ivanjica, Reino da Sérvia. Ele se formou na Faculdade de Agricultura da Universidade de Belgrado.
Ele teve uma longa carreira nos partidos comunistas sérvios e iugoslavos. Durante a Segunda Guerra Mundial, ele foi membro das forças comunistas partidárias. Seus compromissos militares notáveis incluem o ataque partidário em Sjenica. Seu sobrinho foi o presidente sérvio Ivan Stambolić.
Stambolić serviu como presidente do Comitê Central do Partido Comunista Sérvio de 1948 a 1957. Durante esse tempo, ele foi primeiro-ministro da Sérvia de 1948 a 1953 e, em seguida, serviu como presidente da Assembleia Nacional da Sérvia até 1957 e Presidente da Assembleia Federal da República Socialista Federativa da Iugoslávia de 26 de março de 1957 a 29 de junho de 1963. Ele também serviu como presidente do conselho executivo federal da Iugoslávia de 1963 a 1967, e presidente da Presidência da Iugoslávia de 1982 a 1983.
 

Ele morreu em Belgrado, Sérvia em 2007.